# Malîi Jvanciîk, Dunaiivți
Malîi Jvanciîk (în ucraineană Малий Жванчик) este un sat în comuna Velîkîi Jvanciîk din raionul Dunaiivți, regiunea Hmelnîțkîi, Ucraina.

## Demografie
Componența lingvistică a localității Malîi Jvanciîk
     Ucraineană (86,58%)
     Română (12,75%)
     Alte limbi (0,67%)
Conform recensământului din 2001, majoritatea populației localității Malîi Jvanciîk era vorbitoare de ucraineană (86,58%), existând în minoritate și vorbitori de română (12,75%).